# GameStick
GameStick — игровая приставка («микроконсоль») восьмого поколения, разработанная PlayJam и вышедшая в 2013 году. Она подключается напрямую к телевизору через порт HDMI. Как и OUYA, была профинансирована посредством краудфандинга через Kickstarter. Продажи консоли прекратились в 2014 году, а в 2017 году её поддержка была прекращена.

## Дизайн и технические характеристики
В комплект поставки GameStick входит консоль и беспроводной контроллер Bluetooth. Контроллер имеет два аналоговых стика, крестовину, четыре кнопки действия, две плечевые кнопки, четыре служебные кнопки и слот для хранения консоли. Также имеется док-станция, обеспечивающая доступ в интернет через порт Ethernet, зарядный доступ как для контроллера, так и для консоли, дополнительное место для хранения данных и возможность подключения различных периферийных устройств, как USB-клавиатуры, веб-камеры, микрофоны и танцевальные коврики. 
Через Bluetooth 4.0 можно подключить до четырёх контроллеров, а также беспроводные клавиатуры и мыши. GameStick также поддерживает устройства iOS и Android в качестве контроллеров. Система консоли основана на Android, но совместима с iOS. Устройство поддерживает воспроизведение 1080 HD, а также XBMC DLNA с дополнительным обновлением прошивки. GameStick использует интерфейс, похожий на плиточную панель мониторинга на Xbox 360. Зарядное устройство представляет собой кабель micro USB.
GameStick был первым сторонним устройством, лицензирующим ToFu Media Center, форк XBMC Media Center.

## Прекращение поддержки
На веб-сайте GameStick появилось сообщение о том, что они закроют сервис после двух лет работы, заявив, что после 9 января 2017 года витрина магазина будет неактивна, а в декабре 2017 года на сайте GameStick было только прощальное сообщение.
Попытка снова посетить сайт GameStick бесполезна, так как вы будете сразу переведены на турецкий футбольный сайт. Единственный способ открыть сайт, на котором будет лишь сообщение - через Wayback Machine.